# المعالجة الذاتية غير الناجحة لحالة "قفلة الكاتب"
المعالجة الذاتية غير الناجحة لحالة «قفلة الكاتب» (بالإنجليزية: The Unsuccessful Self-Treatment of a Case of "Writer's Block")‏ هي مقالةٌ أكاديمية فُكاهيّة كتبها عالم النفس دينيس أبر حول قفلة الكاتب. لا تتضمن المقالة أي محتوًى باستثناء العنوان وعناصر تنسيق المجلة وحاشية سفلية فكاهيَة.
نُشرت المقالة في عام 1974 في مجلة تخضع لمراجعة الأقران، وهي مجلة تحليل السلوك التطبيقي [الإنجليزية] (بالإنجليزية: Journal of Applied Behavior Analysis)‏، وتُعد أقصر مقالةٍ أكاديمية على الإطلاق ومثالًا تقليديًا للفكاهة في العلوم، أو على الأقل بين علماء النفس السلوكي. استُشهد بها أكثر من 100 مرة.
تلقت المقالة مراجعةً إيجابيةً فكاهيةً نُشرت جنبًا إلى جنب مع المقالة:
| المعالجة الذاتية غير الناجحة لحالة "قفلة الكاتب" | لقد درست هذه المسودة بعنايةٍ شديدة مع عصير الليمون والأشعة السينية ولم أكتشف عيبًا واحدًا في التصميم أو أسلوب الكتابة. أقترح نشرها بدون مراجعة. من الواضح أنها المقالة الأكثر إيجازًا والتي رأيتها على الإطلاق -لكنها تحتوي على تفاصيل كافية للسماح للمحققين الآخرين بتكرار فشل د.أبر. بالمقارنة مع المسودات الأخرى التي حصلت عليها منك والتي تحتوي على كل تلك التفاصيل المعقدة، كان من دواعي سروري مراجعة هذه المسودة. بالتأكيد يمكننا أن نجد مكانًا لهذه الورقة في المجلة -ربما على حافة صفحة فارغة. | المعالجة الذاتية غير الناجحة لحالة "قفلة الكاتب" |

النص الأصلي باللغة الإنجليزية:
| المعالجة الذاتية غير الناجحة لحالة "قفلة الكاتب" | I have studied this manuscript very carefully with lemon juice and X-rays and have not detected a single flaw in either design or writing style. I suggest it be published without revision. Clearly, it is the most concise manuscript I have ever seen – yet it contains sufficient detail to allow other investigators to replicate Dr. Upper's failure. In comparison with the other manuscripts I get from you containing all that complicated detail, this one was a pleasure to examine. Surely we can find a place for this paper in the Journal – perhaps on the edge of a blank page. | المعالجة الذاتية غير الناجحة لحالة "قفلة الكاتب" |

تسببت هذه المقالة إلى نشر ما لا يقل عن خمس دراساتٍ مشابهةٍ تتسم بروح الدعابة ومراجعة الأقران، بالإضافة إلى العديد من الأوراق البحثية المماثلة.
والأخطر من ذلك، أنَّ المقالة قيل أنها تُعزز صورة قفلة الكاتب على أنها "صفحةٌ فارغة"، وتشجع على الإيجاز في الكتابة. كما استخدمت أيضًا مثالًا على أنَّ الفكاهة يمكن بالفعل العثور عليها ضمن المنشورات الأكاديمية.
كما دفعت هذه المقالة أيضًا إلى ظهور مقالاتٍ علميةٍ مماثلة.

## روابط خارجية
Upper, Dennis (Fall 1974), "The unsuccessful self-treatment of a case of 'writer's block'", Journal of Applied Behavior Analysis (بالإنجليزية), vol. 7, p. 497, DOI:10.1901/jaba.1974.7-497a, PMC:1311997, PMID:16795475